# Юрчик Олег Дмитрович
Оле́г Дми́трович Ю́рчик (5 вересня 1998, с. Перепельники, Тернопільська область, Україна — 24 березня 2022, с. Новозванівка, Сєвєродонецький район, Луганська область, Україна) — український військовик, старший лейтенант Збройних Сил України, учасник російсько-української війни, який загинув під час російського вторгнення в Україну.

## Життєпис
Народився 5 вересня 1998 року в селі Перепельники, нині Зборівської громади Тернопільського району Тернопільської області.
Закінчив Національну академію сухопутних військ імені гетьмана Петра Сагайдачного (2019). Військову службу проходив у 24-й окремій механізованій бригаді імені короля Данила.
Загинув 24 березня 2022 року внаслідок вчиненого ворогом артилерійського обстрілу с. Новозванівки Луганської області. Похований 3 квітня 2022 року в родинному селі.

## Нагороди
- орден Богдана Хмельницького III ступеня (22 травня 2022, посмертно) — за особисту мужність і самовіддані дії, виявлені у захисті державного суверенітету та територіальної цілісності України, вірність військовій присязі[1].